# 横纹环游蛇
横纹环游蛇（学名：Trimerodytes balteatus）为水游蛇科环游蛇属的爬行动物。分布于越南、柬埔寨以及中国大陆的广西、广东、海南、香港等地，生活习性为半水生。其多生活于海拔不太高的山溪流水中以及常见于岩石下。该物种的模式产地在海南岛。

## 保护
本种于2023年被收录入《有重要生态、科学、社会价值的陆生野生动物名录》。